# Playdate
Playdate est une console portable de jeux vidéo de neuvième génération sortie en juin 2021. Elle est conçue par la société américaine Panic Inc. avec la collaboration de Teenage Engineering, un fabricant d'électronique suédois. La console possède une croix directionnelle et deux boutons d'actions en plus d'une petite manivelle sur le côté,,.
La console est livrée avec une saison offerte de 24 jeux originaux dont Crankin's Time Travel Adventure, au gameplay atypique puisqu'il utilise uniquement la manivelle.

## Caractéristiques techniques[7]
- Processeur : ARM Cortex-M7 cadencé à 168MHz
- SoC : STM32F746 à 180 Mhz + ESP32-D0WDQ6 à 80 MHz
- Capacité de stockage : 4Go
- Mémoire vive : 16MB
- Autonomie : 14 jours en mode veille, 8 heures en activité
- Connectivité
  - Wi-Fi : 802.11bgn 2.4 GHz
  - Bluetooth : Disponible dans une version future de la console.
  - USB Type-C
  - Port Jack
- Son
  - Sortie audio en son mono sur enceinte intégrée
  - Possibilité de brancher un casque/écouteur en Jack
  - Microphone intégré + TRRS (lien en anglais)
- Écran : Résolution de 400x240 et 1-bit de profondeur
- Boutons : 
  - Croix directionnelle (D-Pad)
  - Manivelle
  - Boutons A et B
  - Boutons de mise en veille et de retour à l’accueil
  - Accéléromètre en 3 axes
- Taille : 76 × 74 × 9 mm
- Poids : 86g

## Jeux

### Jeux de saison
Les jeux de saison sont publiés par le fabricant Panic Inc., et sont téléchargés automatiquement par la console toutes les semaines. 

#### Jeux de la saison 1
Lors de la saison 1, un total de 24 jeux sont publiés, dont deux sont disponibles en téléchargement par semaine. Ces jeux, gratuits, sont inclus dans le prix de la console.
| N° de sortie | Titre                           | Développeur                                                                                      | Date de sortie |
| ------------ | ------------------------------- | ------------------------------------------------------------------------------------------------ | -------------- |
| 1            | Whitewater Wipeout              | Chuhai Labs                                                                                      | 19/02/2021     |
| 2            | Casual Birder                   | Diego Garcia                                                                                     | 15/09/2021     |
| 3            | Crankin's Time Travel Adventure | uvula (Keita Takahashi, Ryan Mohler), Matthew Grimm, Shaun Inman                                 | 15/09/2021     |
| 4            | Boogie Loops                    | May-Li Khoe, Andy Matuschak, Andres Velasquez                                                    | 16/09/2021     |
| 5            | Lost Your Marbles               | Sweet Baby Inc.                                                                                  | 15/09/2021     |
| 6            | Pick Pack Pup                   | Nic Magnier, Arthur Hamer                                                                        | 16/09/2021     |
| 7            | Flipper Lifter                  | Serenity Forge                                                                                   | 09/05/2022     |
| 8            | Echoic Memory                   | Samantha Kalman, Everest Pipkin, Carol Mertz, Rachelle Viola                                     | 09/05/2022     |
| 9            | Omaze                           | Gregory Kogos                                                                                    | 16/05/2022     |
| 10           | Demon Quest'85                  | Alex Ashby, Lawrence Bishop, Duncan Fyfe                                                         | 16/05/2022     |
| 11           | Zipper                          | Bennett Foddy                                                                                    | 23/05/2022     |
| 12           | Hyper Meteor                    | VERTEX POP                                                                                       | 23/05/2022     |
| 13           | Questy Chess                    | Dadako                                                                                           | 30/05/2022     |
| 14           | Executive Golf DX               | davemakes                                                                                        | 30/05/2022     |
| 15           | Saturday Edition                | Chris Makris                                                                                     | 06/06/2022     |
| 16           | Star Sled                       | Panic Inc.                                                                                       | 06/06/2022     |
| 17           | Spellcorked!                    | Jada Gibbs, Nick Splendorr, Ryan Splendorr, Tony Ghostbrite, A Shell in the Pit (Em Halberstadt) | 13/06/2022     |
| 18           | Inventory Hero                  | Panic Inc.                                                                                       | 13/06/2022     |
| 19           | Snak                            | Zach Gage                                                                                        | 20/06/2022     |
| 20           | Sasquatchers                    | Chuck Jordan                                                                                     | 20/06/2022     |
| 21           | Forrest Byrnes: Up in Smoke     | Christina “castpixel” Neofotistou, Nels Anderson                                                 | 27/06/2022     |
| 22           | Battleship Godios               | TPM.CO SOFT WORKS                                                                                | 27/06/2022     |
| 23           | b360                            | Panic Inc.                                                                                       | 04/07/2022     |
| 24           | Ratcheteer                      | Shaun Inman, Matthew Grimm, Charlie Davis                                                        | 04/07/2022     |

#### Jeux de la saison 2
Le 31 octobre 2024, une saison 2 est annoncée pour 2025. Celle-ci est publiée le 29 mai 2025 au prix de 39$, offrant 12 nouveaux jeux téléchargeables à raison de deux par semaine. À cette sélection s'ajoute un jeu bonus, Blippo+, disponible le jour du lancement.
| N° de sortie | Titre                    | Développeur                               | Date de sortie |
| ------------ | ------------------------ | ----------------------------------------- | -------------- |
| 1            | Fulcrum Defender         | Subset Games                              | 29/05/2025     |
| 2            | Dig Dig Dino!            | Dom2D & Fáyer                             | 29/05/2025     |
| 3            | Wheelsprung              | Nino van Hooff, Julie Bjørnskov           | 05/06/2025     |
| 4            | The Whiteout             | Scenic Route Software                     | 05/06/2025     |
| 5            | Otto's Galactic Groove!! | Team Otto                                 | 12/06/2025     |
| 6            | Long Puppy               | indiana-jonas                             | 12/06/2025     |
| 7            | Shadowgate PD            | Pixel Ghost                               | 29/04/2025     |
| 8            | CatchaDiablos            | Amano                                     | 19/06/2025     |
| 9            | Tiny Turnip              | Luke Sanderson                            | 26/06/2025     |
| 10           | Chance's Lucky Escape    | Goloso Games, Julia Minamata              | 26/06/2025     |
| 11           | Black Hole Havoc         | Cosmic Bros                               | 03/07/2025     |
| 12           | Taria & Como             | Popseed Studio Inc, JuVee Productions     | 29/04/2025     |
| 13           | Blippo+                  | YACHT, Telefantasy Studios, Dustin Mierau | 29/05/2025     |

### Jeux tiers et hors-saison
L'appareil est ouvert et autorise l'installation de jeux tiers n'étant pas développés par les studios édités par Panic et/ou ne faisant pas partie des jeux de la saison, notamment par l'intermédiaire de l'application interne Catalog mise en service le 7 mars 2023. En novembre 2023, Greg Maletic, chef de projet chez Panic Inc.,  annonce que le Playdate a atteint "les 100 titres sur Catalog un an après [son] lancement".
Les jeux sont créés par l'intermédiaire du kit de développement qui inclut un simulateur et un débogueur et permettant la programmation en langage C et Lua. Le kit est disponible pour Windows, Linux et macOS (disponible sans installation supplémentaire depuis le logiciel de développement du fabricant, Nova). En plus du kit de développement, il est possible de créer des jeux en tuiles avec l'outil de création Pulp, plus simple et plus visuel, disponible sur navigateur.
Mars After Midnight, le nouveau jeu du développeur Lucas Pope après Papers, Please et Return of the Obra Dinn, sort le 12 mars 2024 et fait l'objet de nombreux articles de presse,,,,.